# Mollusca
Los moluscos (Mollusca, del latín mollis "blando") conforman uno de los grandes filos del reino animal. Son invertebrados protóstomos celomados, triblásticos de simetría bilateral (aunque algunos pueden tener una asimetría secundaria) no segmentados, de cuerpo blando, desnudo o protegido por una concha. Los moluscos son los invertebrados más numerosos después de los artrópodos, e incluyen formas tan conocidas como las almejas, machas, navajuelas, ostras, sepias, calamares, pulpos, babosas y la gran diversidad de caracoles, tanto marinos como terrestres.     
Se calcula que pueden existir cerca de 100 000 especies vivientes y 35 000 especies extintas. Los moluscos tienen una larga historia geológica, esta abarca desde el Cámbrico Inferior hasta la actualidad. Originalmente de ambientes marinos, han experimentado un gran éxito evolutivo. Están presentes en una amplia variedad de hábitats: cuerpos de agua dulce, mares, en ambientes terrestres, desde altitudes de más de 3000 m sobre el nivel del mar hasta profundidades oceánicas de más de 5000 m y, por último, desde aguas polares hasta tropicales. Estos animales suelen ser organismos comunes del litoral marino de todo el planeta.
Son animales de cuerpo blando, este se encuentra dividido en una región cefálica o cabeza, una masa visceral y un pie muscular. Han desarrollado tres características únicas en el reino animal por las cuales se identifican:
- Un pie muscular.
- Una concha calcárea protegiendo la masa visceral, excepto en algunos órdenes de cefalópodos que carecen de ella o la tienen interna. La concha es secretada por un integumento subyacente llamado manto que en ocasiones se encuentra ausente.
- Un órgano de alimentación llamado rádula (formada por hileras de dientes quitinosos curvos).

El interés del ser humano en los moluscos es enorme: por un lado, los moluscos son una importante fuente de alimentación para la especie humana; por otro, numerosas enfermedades parasitarias humanas y animales son transmitidas por moluscos, ya que pueden actuar como  hospedador intermediario, por ejemplo de gusanos trematodos.
La especialidad de la zoología que estudia específicamente a los moluscos se denomina malacología. Durante los siglos XVIII y XIX se elaboraron importantes colecciones malacológicas y conquiliológicas desde prestigiosas instituciones como museos, academias de ciencias y colecciones privadas. Hoy en día, sigue siendo unos de los principales pasatiempos coleccionar conchas de moluscos, debido a esta afición, los moluscos son unos de los grupos zoológicos mejor estudiados después de los vertebrados, aunque también un peligro para la supervivencia de algunas especies muy cotizadas.
Una quinta parte de las especies de moluscos terrestres está en peligro de extinción, según la Unión Internacional para la Conservación de la Naturaleza.

## Características generales

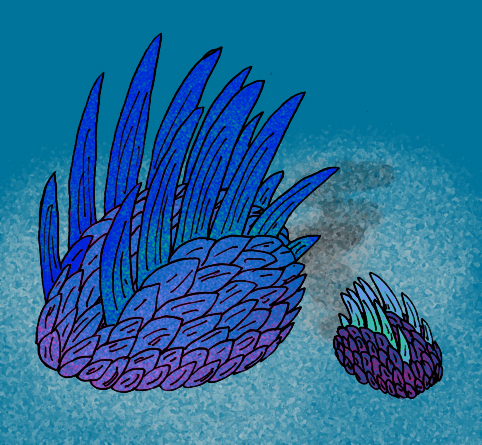
Wiwaxia uno de los primeros Moluscos.

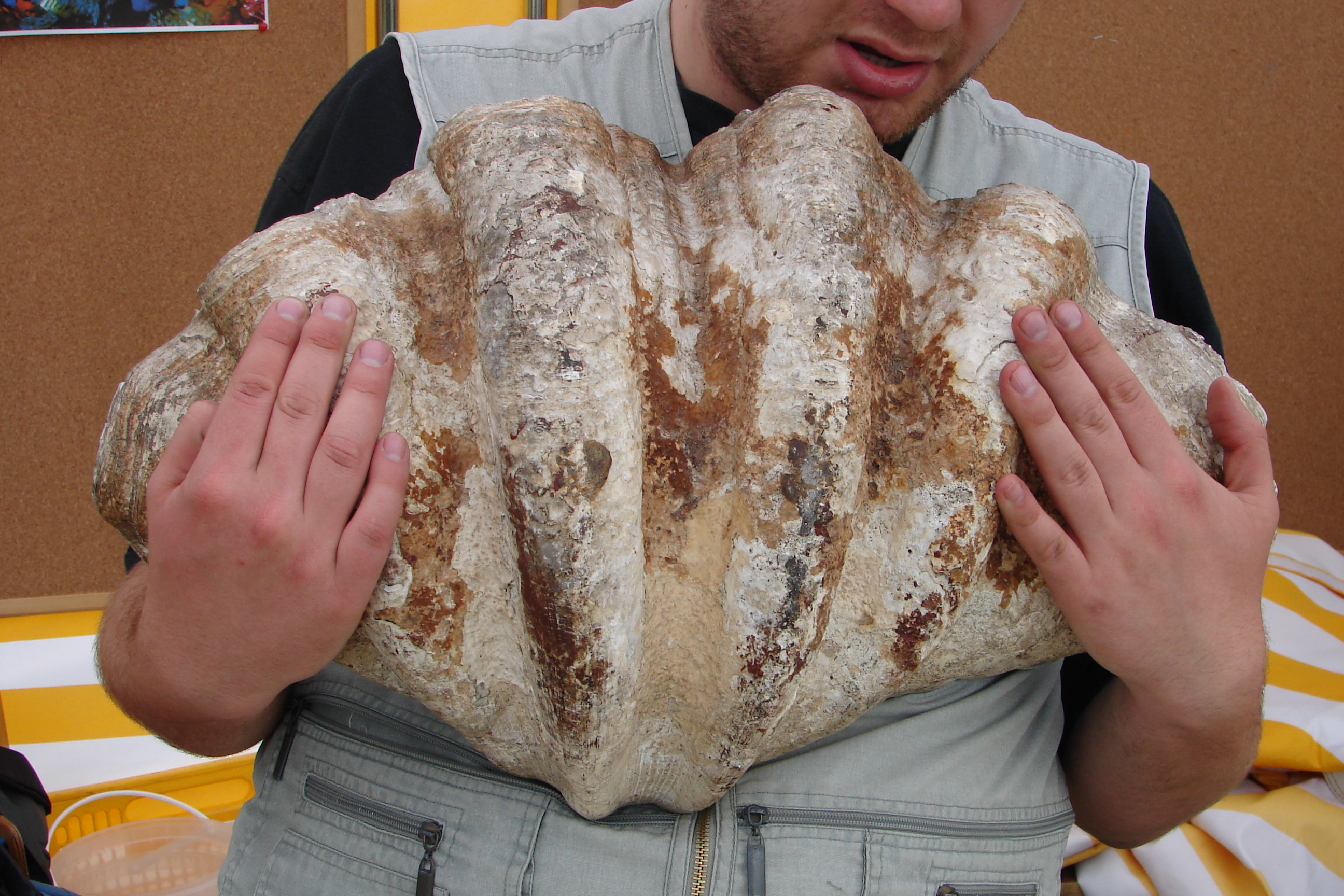
Bivalvia: Tridacna gigas.

La variedad de formas, tamaños, tipos de vida y ciclos vitales es extraordinaria; sin embargo, la organización de todos los moluscos sigue un plan fundamental.
Los moluscos son triblásticos, bilaterales y celomados. El celoma en los adultos queda reducido a vestigios alrededor de los nefridios, gónadas, corazón e intestino. El cuerpo se encuentra cubierto por el manto. Este último está formado por una epidermis ciliada con glándulas mucosas y una cutícula cuya función se limita a la formación de la concha calcárea mediante secreciones glandulares. Aquellos moluscos que no tengan concha, en su lugar aparecerán espículas o placas calcáreas. Por debajo del manto encontramos la cavidad paleal donde se encuentran los ctenidios, osfradios, nefridioporos y el ano. Han desarrollado un sistema circulatorio abierto (en su mayoría hemocele) formado por un ventrículo y dos aurículas. Un aparato digestivo completo provisto de la rádula o lengua raspadora localizada en la región bucal.

### Anatomía externa

#### Manto, concha y cavidad paleal
El patrón básico de un molusco consiste en un organismo de cuerpo blando; oval, con simetría bilateral y una concha convexa en forma de sombrero chino (ausente o interna en algunos grupos). En vez de concha, también pueden poseer espículas que pueden aparecer en estado embrionario (en adultos pueden fusionarse para dar una concha) o placas, aunque todas con el mismo origen. La concha se forma gracias a la epidermis subyacente, denominada manto (en posición dorsal), que tiene células secretoras de carbonato cálcico que cristaliza en el exterior en forma de aragonito o de calcita; el manto también secreta una substancia quitinosa de composición compleja, la conquiolina, que se deposita sobre el sustrato calcáreo formando un estrato orgánico denominado perióstraco, esencial para evitar la disolución de la concha en ambientes ácidos. 

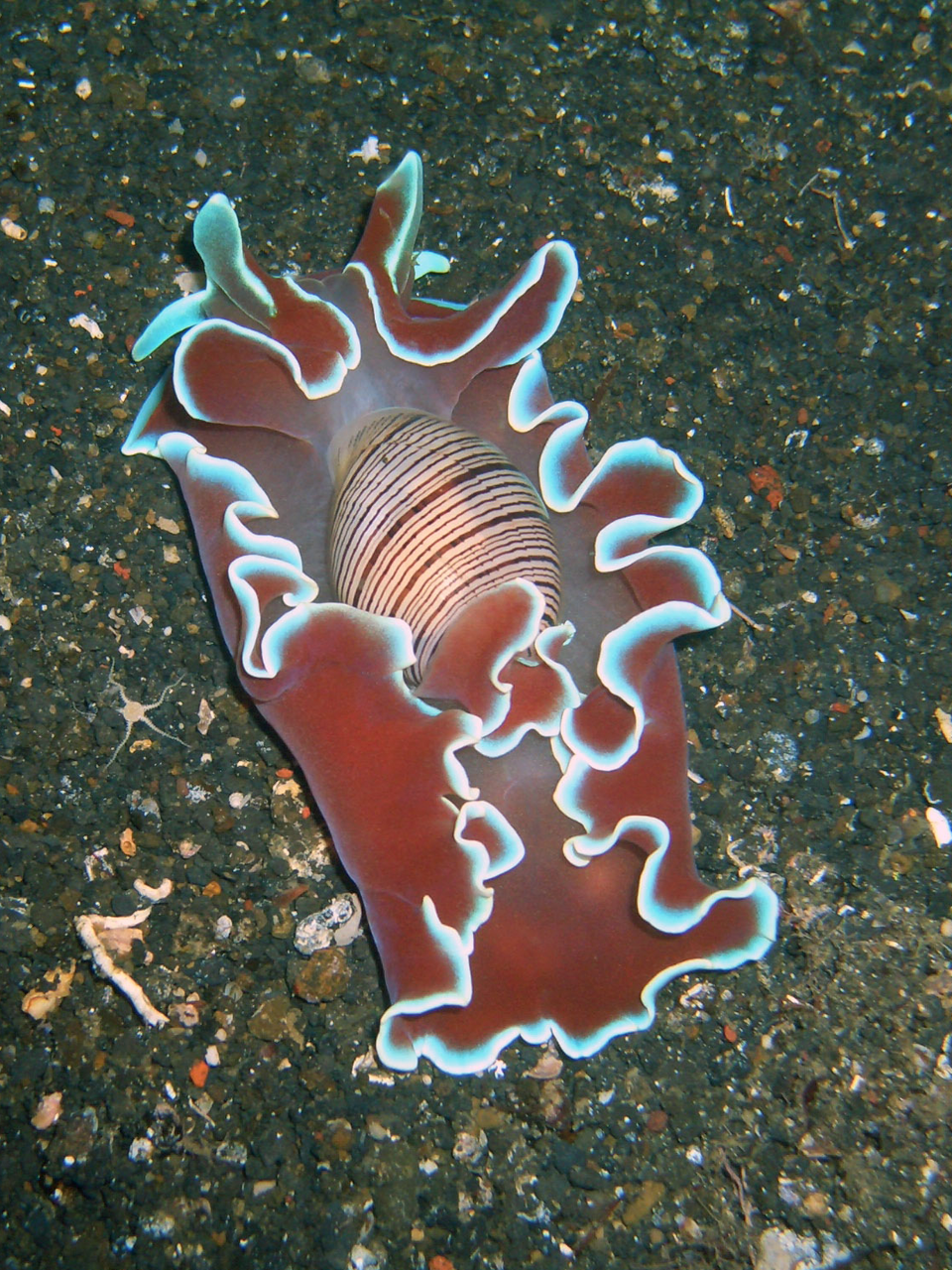
Gastropoda: Hydatina physis.

En la parte posterior, el manto forma una cámara denominada cavidad paleal. En esta cavidad se alojan: las branquias, que tienen una estructura muy característica en forma de peine (ctenidios); los osfradios, (órganos quimiorreceptores encargados de detectar la calidad del agua) donde desembocan los nefridios (a través de los nefridioporos); las gónadas, (a través de los gonoporos) y por último, el ano. En los gasterópodos terrestres, la superficie interna de la cavidad paleal está muy irrigada, el intercambio gaseoso se produce a través del epitelio actuando como un pulmón.
La epidermis de los moluscos está recubierta de células epiteriales y células glandulares. Podemos encontrar dos tipos de células glandulares: mucosas, sobre todo en la parte ventral y glándulas de la concha, situadas en el manto.

#### Pie
Este órgano locomotor es una apomorfía de los moluscos. El pie muestra una enorme plasticidad evolutiva ya que está dotado de una musculatura compleja y potente. Se cree que, primitivamente, era reptante (parecido al de los gasterópodos actuales), pero ha experimentado una gran diversificación originando: el pie excavador de los bivalvos, el pie escindido en tentáculos de los cefalópodos o el pie nadador de algunos gasterópodos pelágicos, entre otros.
La locomoción de la mayoría de gastrópodos terrestres se realiza a través de contracciones musculares del pie. En el caso de las especies dulceacuícolas, la locomoción es producto del movimiento de una serie de cilios o minúsculos pelos ubicados en el pie.

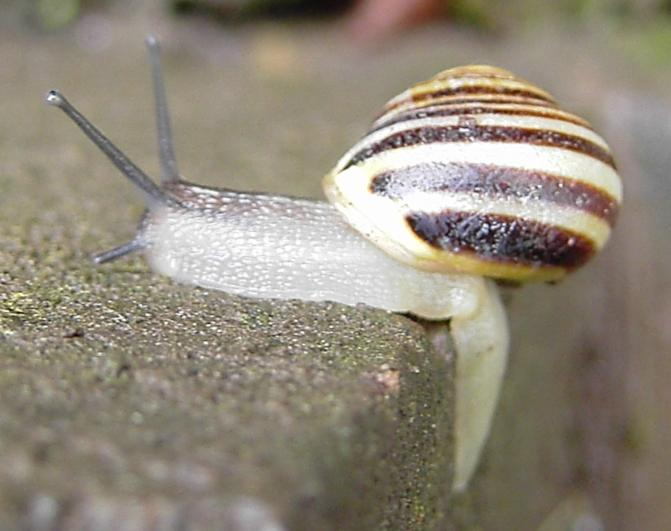
Gastropoda: Cepaea hortensis.

### Sistema digestivo y alimentación
Tienen tubo digestivo completo. La cavidad bucal revestida de quitina, presenta un órgano de alimentación único: la rádula, que consiste en una base cartilaginosa alargada (odontóforo) recubierta de hileras longitudinales de dentículos quitinosos curvos; la forma y la disposición de los dentículos se relaciona con el tipo de alimentación. La rádula está provista de potentes músculos que le permiten proyectarse fuera de la boca, actuando como raspador. El moco secretado por las glándulas salivales de la boca lubrican la rádula y aglutinan las partículas para ser ingeridas.
A continuación hay un esófago y un estómago, más o menos complejo, en el que desembocan las glándulas digestivas (hígado o hepatopáncreas); la circulación de la masa mucosa que contiene el alimento (próstilo) se ve favorecida por la presencia de numerosos cilios. Las partículas alimenticias entran en los conductos de las glándulas digestivas. El intestino es largo y enrollado, el ano, se encuentra en posición medio-dorsal en la parte posterior de la cavidad paleal.

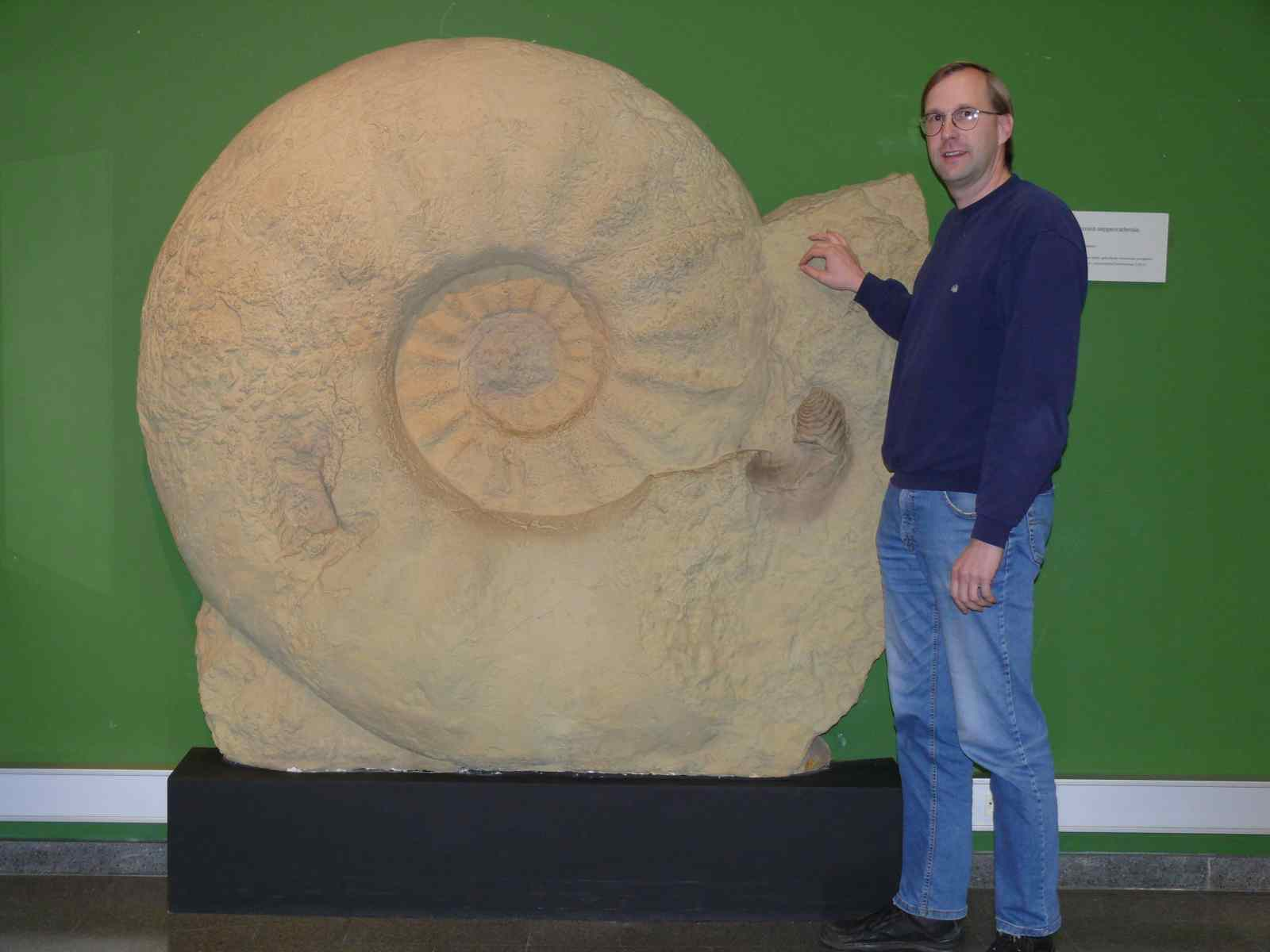
Cephalopoda: Ammonites, extinto.

Sus formas de alimentación son muy variadas. Pueden ser fitófagos, como las lapas o los caracoles terrestres; carnívoros,  como los conos, filtradores, como las almejas; detritívoros, babosas y caracoles, etc.

### Sistema circulatorio
El sistema circulatorio es abierto, a excepción de los cefalópodos (estos necesitan un sistema cerrado debido a que son muy activos y necesitan una mayor presión). El corazón está tabicado y se divide, principalmente, en tres cámaras (dos aurículas y un ventrículo), aunque el número de estas es muy variable. El corazón está recubierto por una fina tela que forma la cavidad pericárdica. La hemolinfa transporta pigmentos respiratorios del ventrículo a los espacios tisulares mediante los vasos. En los espacios tisulares va a ser recogida por otros vasos que van hacia las branquias, donde la sangre se oxigena para volver al corazón a través de la aurícula.

### Sistema excretor
Los órganos excretores están compuestos por un par de metanefridios (riñones) comunicados con la cavidad pericárdica, en los que uno de los extremos, está comunicado con el celoma a través de unos conductos denominados celomoductos (puede desarrollarse en este extremo a modo de embudo). El otro extremo desemboca al exterior en la cavidad paleal mediante los nefridioporos.

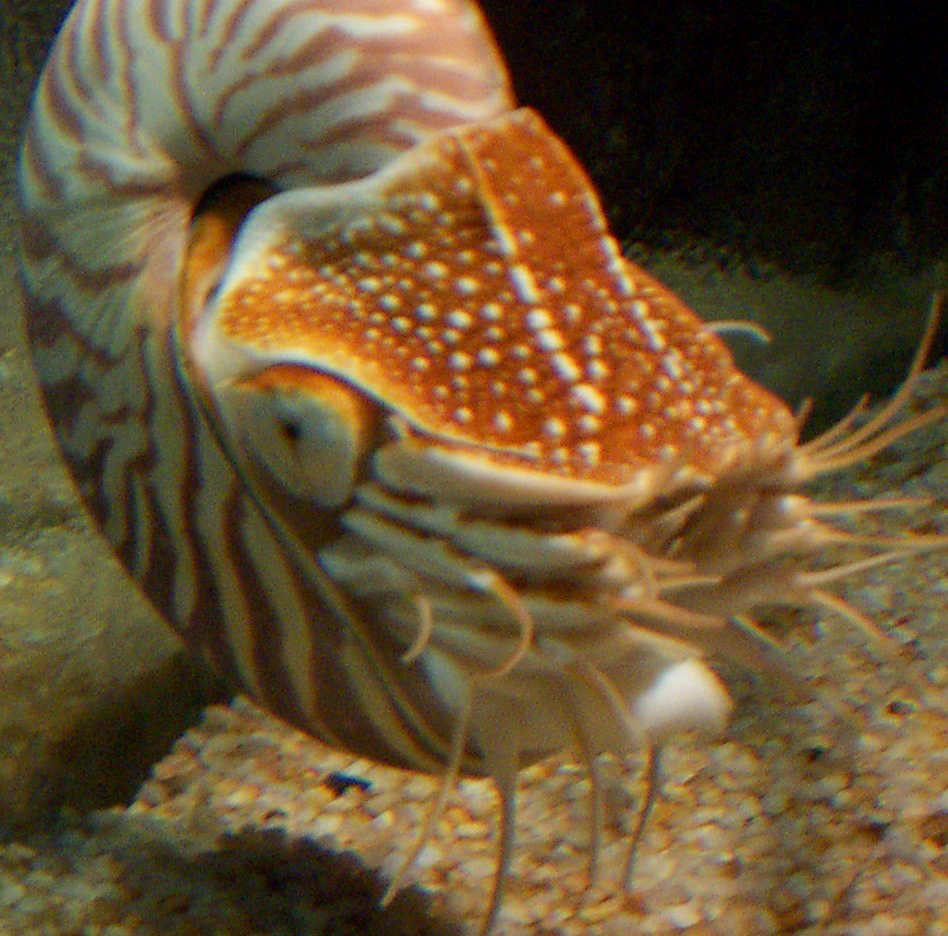
Cephalopoda: Nautilus.

### Sistema nervioso
Es muy variable. El modelo básico del sistema nervioso de los moluscos comprende un anillo periesofágico del cual salen dos pares de cordones nerviosos hacia la parte posterior, uno hacia el pie y otro hacia la masa visceral. Los órganos de los sentidos comprenden ojos, (muy complejos en los cefalópodos); estatocistos situados en el pie (sentido del equilibrio) y quimiorreceptores, como los osfradios (situados en las branquias); papilas y fosetas olfatorias en la cabeza y el órgano subradular (asociado a la rádula). El máximo grado de cefalización se da en los cefalópodos, en los que se puede hablar de un auténtico cerebro, protegido por un cráneo cartilaginoso.

### Sistema reproductor
Las gónadas, en muchas especies de moluscos, proceden directamente del peritoneo que recubre el celoma. La reproducción de los moluscos es exclusivamente sexual; pueden ser unisexuados (también denominado dioicos, como en los bivalvos) o como en el caso de la mayoría de los gasterópodos, hermafroditas (simultáneos o consecutivos) con capacidad de autofecundación o sin ella. La fertilización puede ser externa o interna, con frecuencia mediante espermatóforos (sacos llenos de espermatozoides).

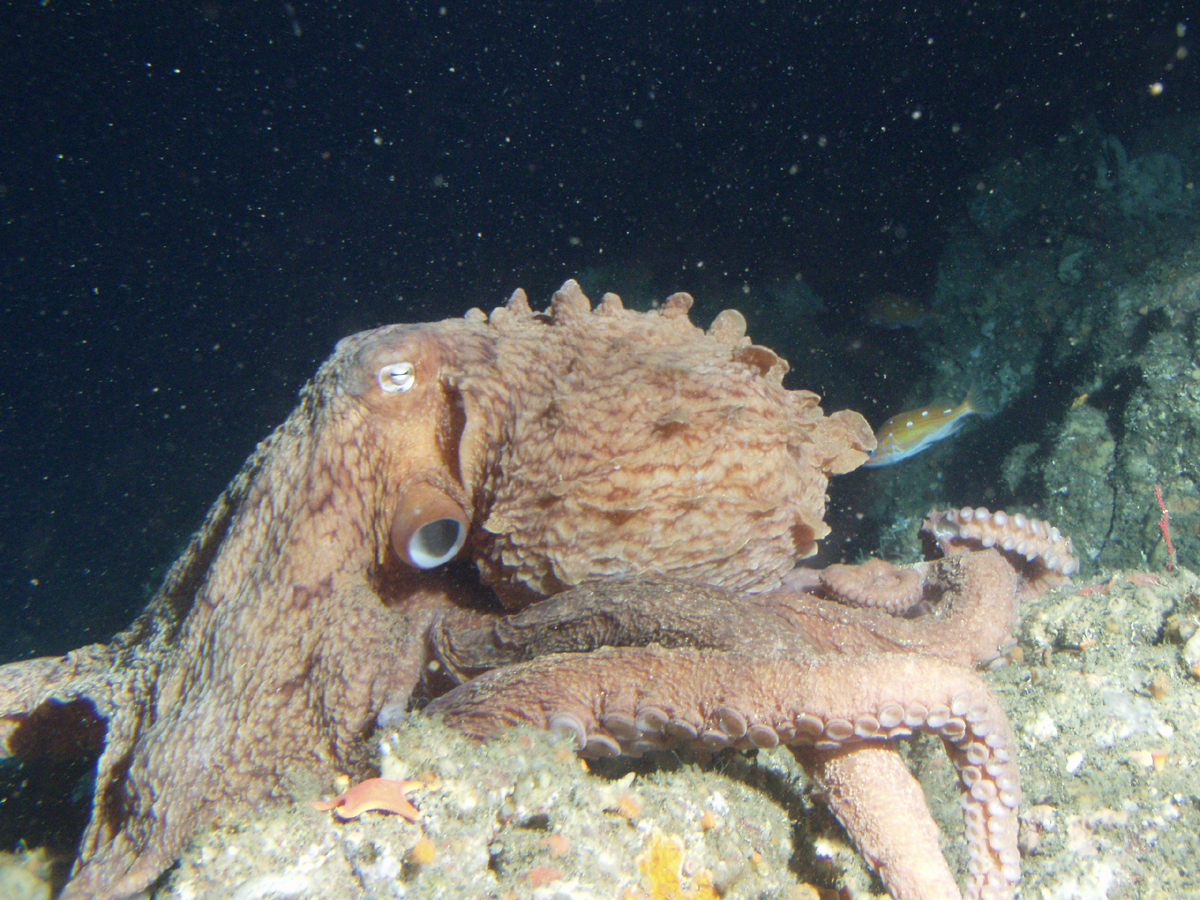
Cephalopoda: Enteroctopus dofleini, pulpo gigante.

### Embriología
La embriogenia típica de los moluscos comienza con una segmentación espiral del huevo fuertemente determinada. La gastrulación tiene lugar por epibolia, invaginación o ambas. La gástrula resultante se desarrolla en una larva trocófora planctónica. El proceso es virtualmente idéntico al de los anélidos. Esta larva trocófora puede desarrollar ampliamente alguna de las bandas ciliadas para dar una estructura delgada en forma de velo. En la mayoría de los moluscos, esta larva da lugar a la larva velígera, más desarrollada, en la que se puede observar ya el pie, la concha y otras estructuras. Finalmente, la larva velígera desciende al fondo y sufre una metamorfosis para adoptar el hábitat bentónico típico del adulto. Los cefalópodos y los gasterópodos terrestres y de agua dulce tienen siempre desarrollo directo.

#### Segmentación de los embriones
La mayoría de los moluscos presentan una segmentación holoblástica espiral. Esta segmentación se da en un ángulo oblicuo con respecto al eje animal-vegetativo del cigoto generando una disposición en espiral de las células blastómeras hijas, las cuales, quedan empaquetadas de tal forma, que termodinámicamente son más estables que en otros tipos de segmentación, como por ejemplo la radial. La blástula de los animales que sufren este tipo de segmentación en espiral no tiene blastocele y se conoce como estereoblástula (Gilbert 2006).
Los embriones de los moluscos sufren pocas segmentaciones antes de empezar la gastrulación. Inicialmente se dan dos clivajes (desde el polo animal hacia el polo vegetal) los cuales son casi meridionales, produciendo cuatro macrómeras. En algunas especies estas son de diferente tamaño haciendo posible su identificación. Las segmentaciones posteriores tienen lugar en el polo animal del embrión. En la tercera segmentación, cada macrómera se divide dando origen a una micrómera hija y una macrómera hija; las micrómeras se desplazan hacia la derecha o izquierda de su macrómera hermana generando un patrón en espiral. En la cuarta segmentación, las macrómeras hermanas (producidas en la tercera segmentación) se dividen generando cada una, una micrómera hija y una macrómera hija las cuales se desplazaran de forma contraria que en la tercera segmentación, y así sucesivamente.

#### Orientación del plano de segmentación
En los moluscos que tienen concha, como los caracoles; esta puede presentar enrollamiento destral (hacia la derecha) o enrollamiento sinistral (hacia la izquierda). Esta orientación de la concha es controlada por factores citoplasmáticos dentro del ovocito y por lo general, es igual en los miembros de una especie (Gilbert, 2006).
Sturtevant en 1923 descubrió que en algunas especies el enrollamiento de la concha del caracol se encuentra determinado genéticamente, siendo el genotipo del óvulo materno el que determina la dirección de la segmentación en el embrión (Gilbert, 2006).

#### Mapa de destino
Joanne Render en 1997 estudió el mapa de destino del caracol Ilyanassa obsoleta. Render siguió durante el desarrollo diferentes células marcadas con fluorescencia y observó que diferentes grupos de micrómeras contribuyen a la formación de diferentes partes del cuerpo. Por ejemplo, el segundo cuarteto de micrómeras forman la concha, velo, boca y corazón (Gilbert, 2006)

#### Determinación celular
En el ovocito de los moluscos, los determinantes morfogenéticos están localizados en regiones específicas que determinan a diferentes blastómeras dependiendo de su posición dentro del ovocito; a esto se le llama desarrollo en mosaico. Las moléculas que están unidas a ciertas regiones del huevo forman el lóbulo polar. En 1896 Crampton demostró que el lóbulo polar es esencial para la formación de algunos órganos como el intestino, corazón, músculos y ojos; con esto pudo concluir que el lóbulo polar está compuesto por determinantes mesodérmicos y endodérmicos que le dan la capacidad al blastómero de formar estas estructuras con las cuales va a estar en contacto (Gilbert, 2006, Crampton, 1896). Además de ser clave para la determinación celular el lóbulo polar es necesario para la polaridad dorso-ventral del embrión, ya que también contiene los determinantes necesarios para ello.

#### Gastrulación
En este proceso las micrómeras del polo animal se multiplican hasta cubrir las macrómeras del polo vegetal. El embrión es cubierto en su totalidad excepto por una hendidura en el polo vegetal (Gilbert, 2006).

## Evolución y filogenia
A lo largo de la evolución de los moluscos han ocurrido dos grandes hechos evolutivo: el primero de ellos, la aparición de un ancestro con caracteres primitivos que originó la diversidad de los grupos actuales; el segundo, la aparición de la concha con las modificaciones que han determinado la diferenciación de cada grupo. Actualmente, existen dos modelos que resumen las características de ese molusco hipotético inicial: el de Salvini-Plawen (1980) y el de Yonge (1957).

### Molusco hipotético de Salvini-Plawen (1980)
El aspecto de este molusco hipotético recuerda a una babosa actual marina. Se reconoce una cabeza (carente de cuernos, brazos, etc.) con boca y ganglios cerebroideos. Tiene una plataforma reptante; el pie, que le permite desplazarse por el bentos dejando un rastro de moco a su paso. Sobre del pie se observa la masa visceral, donde se alojan los órganos internos. La masa visceral además tiene una epidermis denominada manto; que genera unas espículas calcáreas (en lugar de una concha) y contiene la cavidad paleal.
La pared del cuerpo podría tener cutícula en alguna de sus partes. Posee una epidermis con células epidérmicas, de soporte; glandulares, mucocitos (productoras de moco) y sensoriales. Por debajo, se encuentra la membrana basal y debajo de esta, la musculatura circular, oblicua y longitudinal ( dispuesta en este orden). Entre las tres capas de musculatura existen espacios hemolinfáticos.
El tubo digestivo de este molusco estaría dividido en tres regiones: anterior, media y posterior. La región anterior contiene el órgano llamado rádula. Esta rádula tendría una estructura cartilaginosa denominada odontóforo, que es un "cojín" donde se apoya una banda proteica llena de dientes, la verdadera rádula. Ese odontóforo está dentro de la cavidad bucal y a su servicio están muchos músculos, como los protractores y retractores. Los protractores hacen que ese cojín asome fuera de la boca y los retractores hacen que se meta. A su vez, estos dientes (rádula) también tienen músculos protactores y retractores.
Existe mucha variabilidad en las rádulas. El bulbo bucal tiene varias estructuras: como el agujero de la boca, mandíbulas, un órgano subradular (una especie de lengua con función sensorial para identificar el alimento), odontóforo, etc. Los dientes son de crecimiento continuo a partir del saco radular. La cinta de dientes se va desplazando hacia delante con el tiempo, desprendiéndose los dientes desgastados y siendo reemplazados por los nuevos. Después viene el esófago y detrás de él, el resto del tubo digestivo con el intestino medio (que ocupa casi toda la cavidad y tiene una serie de divertículos laterales para aumentar la superficie), a continuación el recto y por último en el ano (que desemboca a la cavidad paleal).
El celoma o complejo reno-gonadal-pericárdico en moluscos se encuentra dividido. Tienen un par de sacos celomáticos dorsales situados en la mitad posterior del animal, conectándose a la cavidad paleal a través de celomoductos y sus correspondientes celomoporos. Por detrás, existe otro saco celomático posterior, denominado pericardio (con sus pericardioductos); que, si desarrollan un nefrostoma originan metanefridios con sus correspondientes nefridioductos y nefridioporos. El peritoneo de los sacos celomáticos anteriores originan las gónadas, con sus correspondientes gonoductos y gonoporos, desembocando también en la cavidad paleal.
La cavidad paleal tiene los ctenidios (branquias en forma de pluma, con un eje central y láminas a ambos lados). A la altura de los ctenidios aparecen unos vasos sanguíneos cerrados que están relacionados con el sistema circulatorio.
El sistema nervioso es sencillo, poseen un ganglio cerebroideo con un anillo nervioso anterior que irriga el bulbo bucal en su conjunto además de dos pares de cordones nerviosos longitudinales que se dirigen hacia la parte posterior del animal (dos al pie y dos a la masa visceral). En relación con la cavidad paleal, podría haber existido algún ganglio para toda esa zona.
La reproducción es sexual con fecundación externa. Se supone una segmentación espiral, gastrulación por epibolia  que daría lugar a una larva trocófora.

### Molusco hipotético de Yonge (1957)
Este molusco hipotético es semejante al desarrollado por Salvini-Plawen, pero conlleva algunas modificaciones. En este modelo sí hay una auténtica concha (y no espículas). El tubo digestivo tiene una glándula digestiva relacionada con la primera cámara del estómago. El intestino en lugar de tener divertículos laterales, tiene muchas asas intestinales aumentando la superficie y eficacia de absorción. El sistema reno-gonadal-pericárdico carece de conductos, las gónadas comunican con el pericardio y los sacos celomáticos anteriores que desembocan en la parte posterior.
Ambos estudios comparten unas bases características aunque de diferente estructura. El pie, masa visceral y la pared dorsal de esta última, se encuentran formando el manto con su cavidad paleal y estructuras internas.

#### Concha del modelo de Yonge
La concha tiene tres capas: periostraco, mesostraco y endostraco (externa, media e interna respectivamente) con componentes orgánicos e inorgánicos. Entre los orgánicos destaca la matriz proteica de conquiolina, mientras que en los inorgánicos destaca el carbonato cálcico (cristaliza en forma de aragonito o calcita), el sulfato magnésico y el carbonato magnésico. El periostraco está formado por una capa de conquiolina. El mesostraco es la capa más gruesa, esta es segregada por el borde del manto y está formada por una combinación de ambos componentes predominando la parte inorgánica o mineral (incluso siendo esta la única en algunos grupos actuales) frente a la orgánica, con una disposición en forma de prismas. Por último, el endostraco tiene un reparto equitativo; es segregada por toda la superficie del manto y da un aspecto irisado brillante en una disposición en forma de láminas superpuestas reflejando la luz según su orientación.
La formación de carbonato cálcico es relativamente sencillo en el medio marino; se necesita agua (que incorporan fácilmente), calcio (lo incorporan por transporte activo) y dióxido de carbono (producen grandes cantidades debido al metabolismo de la urea).

### Evolución filogenética
A partir del molusco inicial de Salvini-Plawen (con espículas en el manto, denominado Aculifera) aparecieron dos líneas principales que dieron origen al conjunto de todos los moluscos actuales. Por un lado, los grupos que conservan la condición de Aculifera y solo tienen espinas calcáreas en el manto (como los caudofoveados) y por otro lado, los que tienen concha (Conchifera) similar al molusco del modelo de Yonge, de la que descienden la mayor parte de los grupos actuales de moluscos conchíferos. El paso de Aculifera a Conchifera podría haber sucedido en el análisis filogenético expuesto a continuación.
Las bandas de espinas de Aculifera se concentraron originando 7 bandas con las espículas ya agrupadas. Aquí aparecen de nuevo dos líneas: una que llevó a la nueva dispersión de las espinas (como sucede en los solenogastros) y la otra que llevó a la fusión de las espículas de cada banda originando 7 placas (como se observa en los Ectoplacota, un grupo fósil). A partir de esta última línea, salen otras dos: una en la que una de esas placas se divide en dos, originando 8 en total (como sucede en los poliplacóforos actuales) y otra en la que se fusionan las 7 placas formando, finalmente, una concha (los conchíferos).

### Filogenia tradicional
Históricamente, los moluscos se han dividido en dos grandes grupos:
- subfilo Aculifera o Amphineura (sin concha)
  - clases Aplacophora (Caudofoveata + Solenogastres) y Polyplacophora.
- subfilo Conchifera (con concha)
  - clases Bivalvia, Cephalopoda, Gastropoda, Helcionelloida †, Monoplacophora, Rostroconchia † y Scaphopoda.

### Análisis filogenómico
El análisis multilocus molecular, ha presentado los siguientes resultados:

|  | Caudofoveata                                                  |
|  |                                                               |
|  | \| \| Solenogastres \| \| \| \| \| \| Cephalopoda \| \| \| \| |
|  |                                                               |
|  | Solenogastres                                                 |
|  |                                                               |
|  | Cephalopoda                                                   |
|  |                                                               |

|  | Solenogastres |
|  |               |
|  | Cephalopoda   |
|  |               |

|  | Caudofoveata                                                  |
|  |                                                               |
|  | \| \| Solenogastres \| \| \| \| \| \| Cephalopoda \| \| \| \| |
|  |                                                               |
|  | Solenogastres                                                 |
|  |                                                               |
|  | Cephalopoda                                                   |
|  |                                                               |

|  | Solenogastres |
|  |               |
|  | Cephalopoda   |
|  |               |

|          | Bivalvia                                                          |
|          |                                                                   |
| Serialia | \| \| Monoplacophora \| \| \| \| \| \| Polyplacophora \| \| \| \| |
|          | \| \| Monoplacophora \| \| \| \| \| \| Polyplacophora \| \| \| \| |
|          | Monoplacophora                                                    |
|          |                                                                   |
|          | Polyplacophora                                                    |
|          |                                                                   |

|  | Monoplacophora |
|  |                |
|  | Polyplacophora |
|  |                |

|          | Bivalvia                                                          |
|          |                                                                   |
| Serialia | \| \| Monoplacophora \| \| \| \| \| \| Polyplacophora \| \| \| \| |
|          | \| \| Monoplacophora \| \| \| \| \| \| Polyplacophora \| \| \| \| |
|          | Monoplacophora                                                    |
|          |                                                                   |
|          | Polyplacophora                                                    |
|          |                                                                   |

|  | Monoplacophora |
|  |                |
|  | Polyplacophora |
|  |                |

|  | Caudofoveata                                                  |
|  |                                                               |
|  | \| \| Solenogastres \| \| \| \| \| \| Cephalopoda \| \| \| \| |
|  |                                                               |
|  | Solenogastres                                                 |
|  |                                                               |
|  | Cephalopoda                                                   |
|  |                                                               |

|  | Solenogastres |
|  |               |
|  | Cephalopoda   |
|  |               |

|  | Caudofoveata                                                  |
|  |                                                               |
|  | \| \| Solenogastres \| \| \| \| \| \| Cephalopoda \| \| \| \| |
|  |                                                               |
|  | Solenogastres                                                 |
|  |                                                               |
|  | Cephalopoda                                                   |
|  |                                                               |

|  | Solenogastres |
|  |               |
|  | Cephalopoda   |
|  |               |

|          | Bivalvia                                                          |
|          |                                                                   |
| Serialia | \| \| Monoplacophora \| \| \| \| \| \| Polyplacophora \| \| \| \| |
|          | \| \| Monoplacophora \| \| \| \| \| \| Polyplacophora \| \| \| \| |
|          | Monoplacophora                                                    |
|          |                                                                   |
|          | Polyplacophora                                                    |
|          |                                                                   |

|  | Monoplacophora |
|  |                |
|  | Polyplacophora |
|  |                |

|          | Bivalvia                                                          |
|          |                                                                   |
| Serialia | \| \| Monoplacophora \| \| \| \| \| \| Polyplacophora \| \| \| \| |
|          | \| \| Monoplacophora \| \| \| \| \| \| Polyplacophora \| \| \| \| |
|          | Monoplacophora                                                    |
|          |                                                                   |
|          | Polyplacophora                                                    |
|          |                                                                   |

|  | Monoplacophora |
|  |                |
|  | Polyplacophora |
|  |                |

## Clasificación
Los moluscos se subdividen en ocho clases; se indica entre paréntesis el número aproximado de especies actuales.

Gastrópodo en movimiento.

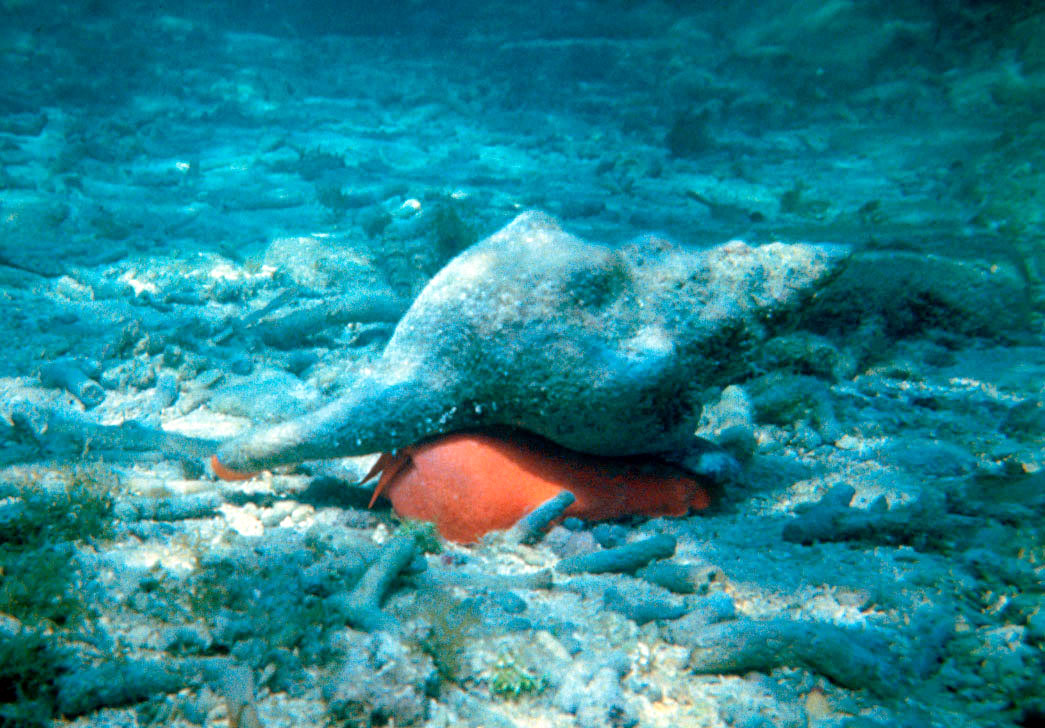
Neogastrópodo: Pleuroploca gigantea.

- Clase Caudofoveata (=Chaetodermomorpha) (70 especies)
- Clase Solenogastres (=Neomeniomorpha) (250 especies)[9]
- Clase Monoplacophora (neopilina y afines) (20 especies)
- Clase Polyplacophora (quitones) (600 especies)

Orden Lepidopleurida
Orden Ischnochitonida
Orden Acanthochitonida
- Clase Scaphopoda (900 especies)
- Clase Bivalvia (mejillón, almejas, ostras) (13 000 especies)

Subclase Protobranchia
Orden Nuculida
Orden Solemyida
Subclase Lamellibranchia
Superorden Filibranchia
Superorden Eulamellibranchia
Orden Paleoheterodonta
Orden Veneroida
Orden Myoida
Subclase Anomalodesmata
- Clase Cephalopoda (pulpos, calamares, sepias) (800 especies)

Subclase Nautiloidea (nautilus)
Subclase Ammonoidea (†) (Ammonites)
Subclase Coleoidea
Orden Sepiida
Orden Teuthida (=Decapoda)
Orden Octópoda
Orden Vampyromorphida
- Clase Gastropoda (caracoles marinos y terrestres, lapas) (75 000 especies)[10]

Subclase Prosobranchia
Orden Archaeogastropoda
Orden Mesogastropoda
Orden Neogastropoda
Subclase Opisthobranchia
Subclase Pulmonata
Orden Archaeopulmonata
Orden Basommatophora
Orden Stylommatophora
Orden Systellommatophora
Antiguamente los caudofoveados y solenogastros eran agrupados en la clase Aplacophora* que ahora se considera parafilético y dichos grupos clases separadas. Por otra parte, la tendencia actual es la de dividir la clase Gastropoda en dos subclases: Eogastropoda (que incluye solo las lapas verdaderas) y Orthogastropoda que incluye todos los demás gasterópodos.

## Recolección de moluscos

### Los moluscos en la arqueología
La práctica humana de recolección y el consumo de moluscos es muy antigua. El primer conchero identificado hasta la fecha y, por lo tanto, las primeras evidencias seguras del consumo de moluscos datan al menos desde hace 167.000 años en la Cueva Pinnacle Point en Sudáfrica, donde se encontró una capa de moluscos producto de su recolección y consumo.
En general, los moluscos pudieron ser obtenidos de los intermareales marinos, o en los bordes de los ríos. En su gran mayoría fueron utilizados con fines alimenticios. Los desechos del consumo pueden conformar grandes acumulaciones de valvas, que pueden llegar a varios metros de espesor. Esto, sumado a que las conchas pueden sobrevivir a las condiciones medioambientales, hacen que este tipo de sitio sea muy visible. Es por ello que los concheros son actualmente uno de los tipos de sitios arqueológicos más comunes y abundantes en el mundo.
El marisqueo, esto es, la recolección de moluscos, es una actividad muy sencilla de realizar, ya que no requiere ningún utillaje especial y puede ser realizada por todos los segmentos de la población, tanto hombres, mujeres, niños o ancianos, por lo que los moluscos se convirtieron en un reaseguro alimenticio ante la escasez o para complementar otras dietas.
El consumo de las partes blandas de los moluscos, y el consiguiente descarte de las valvas o conchas, provoca la generación de acumulaciones que pueden ir de unos pocos centímetros hasta metros de espesor. La gran dureza y estructura de las valvas de moluscos hace además que los concheros sean rasgos arqueológicos que pueden sobrevivir a las condiciones medioambientales, protegiendo incluso algunas de los restos orgánicos que quedan atrapados en su interior. Así, por ejemplo, los restos de carbón, huesos de mamíferos, aves o peces consumidos, u otro tipo de restos tienen más posibilidades de conservarse.

### La explotación de los moluscos por el ser humano
Los moluscos son diversos tanto en forma corporal como en los ambientes donde habitan, por lo que para su captura se requiere conocer bien a la especie con la que se quiere trabajar, así como poseer destrezas para su recolección. Cabe tener en cuenta la legislación de cada país o estado, ya que diversas especies están protegidas por la ley por su escasez causada; en parte, por un exceso de capturas para fines gastronómicos o coleccionistas.
- Polyplacophora (quitones): los quitones son característicos de zonas del litoral rocoso, generalmente donde hay un fuerte rompiente. Por este motivo, se recomienda tomar una serie de precauciones para evitar un accidente; esperar hasta que baje la marea para realizar la recolección. Para recoger quitones, se debe insertar la hoja de un cuchillo fuerte por debajo del borde de la cintura, teniendo especial cuidado de no dañar dicha cintura así como de no fracturar las valvas. Una vez recogidos los chitones, se deben transferir rápidamente a soportes en forma de paletas de tamaño apropiado, apretando el quitón contra la superficie de la paleta a la vez que, mediante una cuerda o cinta, se amarra fuertemente contra el soporte. Por último, hay que proceder inmediatamente a la fijación. Para la fijación, jamás se debe emplear la formalina a menos que esté previamente neutralizada; esta tiende a corroer las valvas y otras estructuras calcáreas importantes en la taxonomía de estos moluscos.
- Gastrópodos terrestres: generalmente, los gastrópodos terrestres se pueden encontrar donde exista una adecuada cobertura protectora. Son buenas pues; las áreas de recolección, aquellas zonas sombreadas húmedas y cubiertas con hojas, así como en el piso de bosques residuos bien sombreados y bajo cortezas de árboles, troncos caídos. También se hallan en áreas montañosas debajo de lajas de piedra caliza, especialmente en lugares con abundancia de musgos y hojarasca.
- Gastrópodos y bivalvos marinos: los gastrópodos y bivalvos marinos se pueden recolectar manualmente cuando las condiciones de acceso, oleaje, visibilidad y profundidad lo permitan. En caso contrario se deberá recurrir a al empleo de dragas o buceo con equipo autónomo.
- Gastrópodos y bivalvos de agua dulce: para la recolección de gastrópodos y bivalvos dulceacuícolas, los cuerpos de agua más favorables son aquellos que se encuentran en regiones con lechos de piedra. La recolección, generalmente debe hacerse durante períodos de aguas bajas (cuando los ríos tienen su nivel más bajo). En ambientes lénticos (lacustre) hay menos especies que los ambientes lóticos (ríos). Los bivalvos suelen encontrarse semienterrados en fondos de grava, arena o cieno. La captura puede realizarse manualmente cuando la transparencia y profundidad del cuerpo de agua lo permitan. Mientras que los animales de aguas profundas, deberán ser recolectados con dragas de arrastre o quijadas.
- Cefalópodos: los cefalópodos son animales exclusivamente marinos de amplia distribución geográfica y batimétrica. La recolección de estos animales se puede efectuar mediante el empleo de diferentes artes de pesca; en el caso de aquellas especies que viven en aguas poco profundas, se pueden recolectar manualmente en las grietas o cuevas de fondos rocosos donde habitan o mediante el empleo de objetos (latas, cauchos viejos, nasas, etc.) previamente colocados en el área de captura.